# 자강도의 사찰 목록
한국의 사찰 (자강도)는 자강도의 절 목록이다.

## 목록
- 보현사 - 자강도 향산군 묘향산
- 수충사 - 자강도 향산군 향암리

## 같이 보기
- 한국의 사찰 (지역별)